# 1679
Cette page concerne l'année 1679  du calendrier grégorien.
L'année 1679 est une année commune qui commence un dimanche.

## Événements
- Février : naissance à Lahore de Ajit Singh, fils posthume de Jaswant Singh. Il est proclamé raja de Jodhpur le 26 mai[1]. Aurangzeb propose de reconnaître ses droits s’il se convertit à l’islam, provoquant l’indignation des Rajputs qui se révoltent et refusent d’accepter la domination moghole.
- 2 avril : Aurangzeb rétablit la taxe sur les non-croyants dans l'empire moghol (jiziya)[2].
- 7 août : Le Griffon, construit par l'explorateur français Cavelier de la Salle est le premier bateau d'importance lancé sur les Grands Lacs américains[3]. Cavelier de la Salle explore la région des Grands Lacs américains (notamment l'actuel Minnesota).
- 17 août : Aurangzeb rassemble une forte armée pour envahir le Marwar[4].
- 22 septembre : le voyageur anglais Robert Knox s'évade de sa prison de Ceylan après 20 ans de captivité[5].
- 12 octobre : Simon van der Stel devient gouverneur de la colonie du Cap (fin en 1702)[6]. 600 Européens vivent alors au Cap.
- 25 décembre, Jamaïque : début du premier voyage autour du monde du navigateur William Dampier (fin en 1691)[7].

- Trois mille colons chinois, compromis dans la révolte de Wu Sangui abordent à Đà Nẵng, en Annam[8]. Les Nguyễn les envoient contre le Cambodge coloniser Dong Pho (Gia Dinh) et ils s’établissent dans la région de Bien Hoa et de Mytho. Le Cambodge perd le delta du Mékong au profit du Viêt Nam.
- Révolte des noirs à Haïti[9].

### Europe
- 8 janvier[10] : Francisco de Benavides, comte de Santisteban, nouveau vice-roi de Sicile, supprime les libertés civiles de la ville pour la punir de sa révolte en 1674-1678[11].
- 5 février : signature de la paix de Nimègue entre la France et l’Empire mettant fin à la guerre de Hollande. Occupation de Fribourg-en-Brisgau par la France[12]. Louis XIV cesse de soutenir la rébellion hongroise de Thököly qui se tourne vers l’Empire ottoman[13].
- 4 mars[14] : condamnation du laxisme par le pape Innocent XI.
- 26 mai : début du règne de Maximilien-Emmanuel de Bavière (fin en 1726)[15].
- 29 juin : traité de Saint-Germain. La paix est signée entre la France, la Suède et le Brandebourg. La Suède récupère la Poméranie[16].
- 2 septembre : traité de Fontainebleau. La Suède récupère la Scanie[16].
- 17 septembre : mort de don Juan d’Autriche. La régente Marie-Anne d'Autriche et la faction pro-autrichienne reprend le pouvoir en Espagne[17].
- 6 octobre (26 septembre du calendrier julien) : paix de Lund entre la Suède et le Danemark[16]. La Suède sort ruinée de la guerre mais ne perd pas de territoire grâce à l'action de Louis XIV.
- 12 octobre : traité de Nimègue entre la Suède et les Pays-Bas[16].
- 18 novembre : Charles II d'Espagne épouse à Quintanapalla, près de Burgos, Marie Louise d'Orléans (morte en 1689, peut-être empoisonné par la comtesse de Soissons, mère du prince Eugène de Savoie). Le mariage par procuration a été célébré le 31 août à Fontainebleau[18].

- Peste à Vienne[19] et à Graz, où elle fait 3500 victimes, soit le quart de la population.
- Avance des glaciers dans les Alpes, suivie d’un retrait limité après 1681[20].
- Création du Commissariat général de la guerre en Brandebourg[21], qui regroupe les attributions des ministères actuels de la Guerre, des finances et de l’Économie.
- Russie : remaniement partiel de la législation pénale. Suppression de la mutilation[22]. Réforme fiscale : le système d’impôt unique de 20 % sur les marchandises est étendu à l’impôt direct. La taxe d’habitation devient permanente[23].

#### Iles britanniques
- 24 janvier[24] : dissolution du Long Parlement de la Restauration. Charles II d'Angleterre gouverne sans Parlement jusqu’à sa mort en 1685.
- 6 mars : ouverture d'un nouveau Parlement[25].

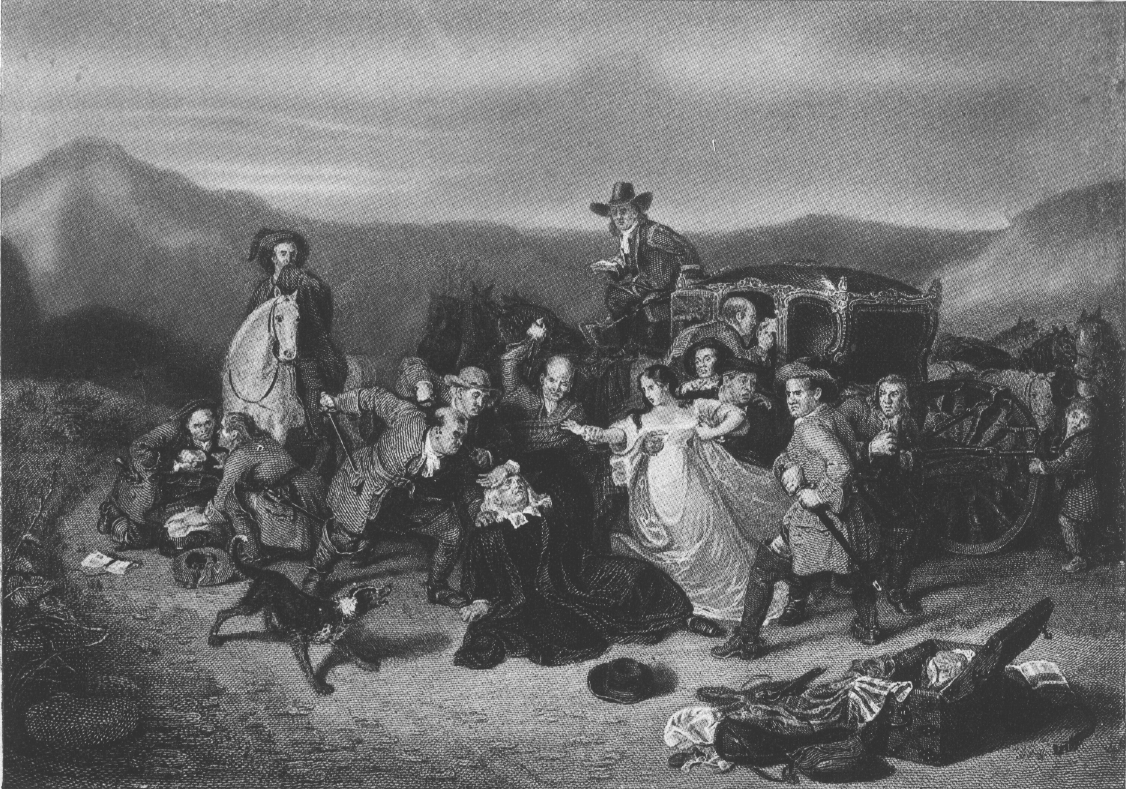
3 mai : meurtre de James Sharp.

- 3 mai : James Sharp, archevêque de St Andrews est assassiné par des Covenantaires[26]. Début de troubles en Écosse. Les Écossais se révoltent pour conserver le presbytérianisme alors que la monarchie veut imposer l’Église anglicane. La loi martiale est instaurée.
- 15 mai : première lecture de l'Exclusion Bill[27]. Début de la crise de l’Exclusion : face à la possibilité de voir le catholique Jacques, duc d’York, succéder à son frère Charles II comme roi d'Angleterre, une partie de la classe politique se soulève entre 1678 et 1681 et essaye d’organiser la succession en excluant York (Exclusion Crisis).
  - Naissance au Parlement des partis whigs (brigands écossais) représentant la bourgeoisie libérale et la gentry d’esprit capitaliste, et tories (insurgés irlandais), conservateurs partisans d’un fort pouvoir royal soutenu par les « Grands ».
- 27 mai: Bill (loi) de l'Habeas corpus votée par le Parlement d'Angleterre, qui remet en cause l'arbitraire en matière de droit[25].
- 22 juin : L’insurrection écossaise est écrasée par le duc de Monmouth, fils de Charles II d'Angleterre, à la bataille de Bothwell Bridge[26].

## Naissances en 1679
- 27 janvier : Jean-François de Troy, peintre français († 26 janvier 1752).
- 24 avril : Francesco Mancini, peintre baroque et rococo italien († 1758).
- 12 mai : Giovanni Antonio Ricieri, compositeur et chanteur italien († 15 mai 1746).
- 1er août : Pietro Domenico Olivero, peintre italien († 13 janvier 1755).
- 16 août : Catharine Trotter Cockburn, romancière, dramaturge et philosophe britannique († 11 mai 1749).
- 30 septembre : Jacques Cassard, marin et corsaire français († 21 janvier 1740).
- Date précise inconnue : Giuseppe Dallamano, peintre baroque italien († 1758).

## Décès en 1679
- 3 février : Jan Steen, peintre néerlandais (° 1625 ou 1626).
- 22 février : Henrik Ruse, ingénieur militaire néerlandais (° 9 avril 1624).
- 23 février : Jan Steen, peintre néerlandais (° 1626).
- 24 février: François Rigordi, prêtre catholique jésuite français († 16 mars 1609).

- 23 mars : Georges Gobat, prêtre jésuite suisse, théologien et écrivain (°1er juillet 1600).
- 27 mars : Abraham Mignon, peintre néerlandais (° 21 juin 1640).
- 15 avril :
  - Madame de Longueville (° 28 août 1619).
  - Pieter Crijnse Volmarijn, peintre néerlandais (° 1629).
- 6 mai : Nicolas Loir, peintre et graveur français (° 1624).
- 15 juin : Guillaume Courtois, peintre français (° 20 janvier 1626).
- 26 juin : Pablo Bruna, compositeur et organiste espagnol (° 1611).
- 24 août : Jean-François Paul de Gondi, cardinal de Retz, archevêque de Paris (° 20 septembre 1613).
- 27 août : Hieronymus Hirnhaim, philosophe autrichien (° 17 mai 1637).

- 2 septembre : Jacques Bailly, peintre, miniaturiste et graveur français (° 1629)[28].
- 4 décembre : Thomas Hobbes, philosophe anglais (° 5 avril 1588).
- 10 décembre : Francesco Barberini, cardinal italien (° 23 septembre 1597).
- Date précise inconnue :
  - Baldassare Bianchi, peintre baroque italien (° 1612).
  - Francesco Maria Borzone, peintre baroque italien de l'école génoise (° 1625).
  - John Hayls, peintre baroque anglais (° 1600).
  - Ludolf de Jongh, peintre néerlandais (° 1616).
  - Petronella Keysers, dramaturge néerlandaise (° 1643).